# Radzieckie tytuły honorowe
Radzieckie tytuły honorowe – jedna z form uznania przez państwo i społeczeństwo zasług obywateli i grup w ZSRR.
Zgodnie z Konstytucją ZSRR Prezydium Rady Najwyższej ZSRR miało prawo ustanawiać i przyznawać następujące honorowe tytuły ZSRR:
- Bohater Związku Radzieckiego, ros. Герой Советского Союза;
- Bohater Pracy Socjalistycznej, ros. Герой Социалистического Труда;
- Miasto-bohater, ros. Город-герой;
- Twierdza-bohater, ros. Крепость-герой;
- Lotnik Kosmonauta ZSRR[1], ros. Лётчик-космонавт СССР;
- Matka Bohaterka (ustanowiony 8 lipca 1944), ros. Мать-героиня;
- Ludowy Artysta ZSRR (ustanowiony 6 września 1936), ros. Народный артист СССР;
- Ludowy Architekt ZSRR (ustanowiony 12 sierpnia 1967), ros. Народный архитектор СССР;
- Ludowy Twórca ZSRR (ustanowiony 16 lipca 1943), ros. Народный художник СССР;
- Zasłużony Pilot Wojskowy ZSRR (ustanowiony 26 stycznia 1965), ros. Заслуженный военный лётчик СССР;
- Zasłużony Nawigator Wojskowy ZSRR (ustanowiony 26 stycznia 1965), ros. Заслуженный военный штурман СССР;
- Zasłużony Pilot Doświadczalny ZSRR (ustanowiony 14 sierpnia 1958), ros. Заслуженный лётчик-испытатель СССР;
- Zasłużony Nawigator Doświadczalny ZSRR (ustanowiony 14 sierpnia 1958), ros. Заслуженный штурман-испытатель СССР;
- Zasłużony Pilot ZSRR (ustanowiony 30 września 1965), ros. Заслуженный пилот СССР;
- Zasłużony Nawigator ZSRR (ustanowiony 30 września 1965) ros. Заслуженный штурман СССР.

Osoby nagrodzone Nagrodą Lenina lub Nagrodą Państwową ZSRR w dziedzinie nauki i techniki, literatury, sztuki i architektury otrzymują tytuł laureata tych nagród.
Tytuły honorowe w Siłach Zbrojnych ZSRR obejmują określenia „gwardyjskie” i wojskowe tytuły honorowe.
W wielu sektorach gospodarki narodowej, aby nagrodzić pracowników, którzy osiągnęli wysoki poziom umiejętności, odpowiednie ministerstwa wspólnie z Komitetem Centralnym Związku Zawodowego przyznawały tytuły honorowe:
- Honorowy Górnik, ros. Почётный горняк;
- Honorowy Metalurg, ros. Почётный металлург;
- Honorowy Górnik, ros. Почётный шахтёр;

itp.
W ustawie o kołchozach z 1969 ustalono przyznawanie tytułów:
- Zasłużony Kołchoźnik
- Honorowy Kołchoźnik.

Ministerstwo Kultury ZSRR przyznaje honorowy tytuł „akademicki” teatrom i zespołom artystycznym.
W dziedzinie sportu tytuły honorowe przyznawane są przez Komitet Kultury Fizycznej i Sportu przy Radzie Ministrów ZSRR:
- Zasłużony Mistrz Sportu ZSRR (ustanowiony 27 maja 1934);
- Zasłużony Trener ZSRR (ustanowiony 24 marca 1956).

Zgodnie z Konstytucjami Związkowych i Autonomicznych Republik, ustalanie tytułów honorowych odpowiednich republik i ich nadawanie należało do kompetencji Prezydiów Rad Najwyższych tych republik. Następujące tytuły honorowe (zbiorowe i osobiste) zostały ustalone i były przyznawane przez Prezydia Rad Najwyższych Republik Związkowych:
- Zasłużony Zespół, ustanowiony w Gruzińskiej SRR (ustanowiony 16 maja 1959), Armeńskiej SRR (ustanowiony 25 listopada 1950), Estońskiej SRR (24 czerwca 1961).
- Zasłużony Kolektyw, ustanowiony w Gruzińskiej SRR (28 lutego 1968), Azerbejdżańskiej SRR (13 czerwca 1958), Mołdawskiej SRR (30 listopada 1955), Łotewskiej SRR (9 lutego 1956), Armeńskiej SRR (ustanowiony 13 kwietnia 1963).
- Zasłużona Orkiestra, ustanowiony w Estońskiej SRR (24 czerwca 1961).
- Zasłużony Chór, ustanowiony w Estońskiej SRR (24 czerwca 1961).
- Zasłużony Kolektyw Artystyczny, ustanowiony w Turkmeńskiej SRR (5 listopada 1965).
- Zasłużony Agronom, ustanowiony w RFSRR (28 stycznia 1954), Ukraińskiej SRR (9 grudnia 1953), Uzbeckiej SRR (19 kwietnia 1948), Kazachskiej SRR (26 kwietnia 1949), Gruzińskiej SRR (28 listopada 1953), Azerbejdżańskiej SRR (10 grudnia 1951), Litewskiej SRR (4 sierpnia 1954), Mołdawskiej SRR (28 listopada 1951), Łotewskiej SRR (22 stycznia 1954), Kirgiskiej SRR (3 kwietnia 1951), Tadżyckiej SRR (15 stycznia 1951), Armeńskiej SRR (15 grudnia 1953), Turkmeńskiej SRR (25 listopada 1954), 1948), Estońska SRR (17 kwietnia 1954).
- Zasłużony Artysta, ustanowiony w RFSRR (10 sierpnia 1931), Ukraińskiej SRR (13 stycznia 1934), Białoruskiej SRR (4 lipca 1940), Uzbeckiej SRR (16 lutego 1940), Kazachskiej SRR (2 czerwca 1940), Gruzińskiej SRR (27 maja 1936), Azerbejdżańskiej SRR (28 lipca 1928), Litewskiej SRR (26 kwietnia 1941), Mołdawskiej SRR (14 marca 1941), Łotewskiej SRR (20 lutego 1941), Kirgiskiej SRR (10 stycznia 1939), Tadżyckiej SRR (28 marca 1939), Armeńskiej SRR (27 maja 1941), SRR (23 października 1931), Turkmeńska SRR (28 lutego 1940) i Estońska SRR (31 marca 1941).
- Zasłużony Architekt, ustanowiony w RFSRR (7 marca 1968), Ukraińskiej SRR (10 października 1969), BSRR (14 czerwca 1968), Uzbeckiej SRR (12 marca 1971), Kazachskiej SRR (29 stycznia 1968), Gruzińskiej SRR (10 października 1967), Litewskiej SRR (29 kwietnia 1969), Łotewskiej SRR (25 lipca 1968), Kirgiskiej SRR (30 listopada 1970), Armeńskiej SRR (12 stycznia 1968) i Estońskiej SRR (28 października 1967).
- Zasłużony Bibliotekarz, ustanowiony w Gruzińskiej SRR (10 czerwca 1961) i Armeńskiej SRR (29 listopada 1957).
- Zasłużony Księgowy, ustanowiony w Gruzińskiej SRR (9 stycznia 1968) i Armeńskiej SRR (15 marca 1972).
- Zasłużony Weterynarz, ustanowiony w RFSRR (16 czerwca 1949), Uzbeckiej SRR (18 marca 1971), Kazachskiej SRR (4 sierpnia 1947), Gruzińskiej SRR (5 maja 1949), Azerbejdżańskiej SRR (11 lipca 1949), Litewskiej SRR (13 sierpnia 1949), Mołdawskiej SRR (20 maja 1949), Łotewskiej SRR (16 czerwca 1949), Kirgiskiej SRR (8 grudnia 1947), Tadżyckiej SRR (6 lipca 1949), Armeńskiej SRR (26 maja 1949), Turkmeńskiej SRR (25 listopada 1948), Estońskiej SRR (4 listopada 1949).
- Zasłużony Winiarz, ustanowiony w Gruzińskiej SRR (5 czerwca 1961) i Mołdawskiej SRR (29 listopada 1957).
- Zasłużony Kierowca Transportu Samochodowego, ustanowiony w Tadżyckiej SRR (20 lipca 1963).
- Zasłużony Lekarz, ustanowiony w RFSRR (11 stycznia 1940), Ukraińskiej SRR (4 maja 1940), Białoruskiej SRR (4 lipca 1940), Uzbeckiej SRR (16 lutego 1940), Kazachskiej SRR (2 czerwca 1940), Gruzińskiej SRR (15 lutego 1940), Azerbejdżańskiej SRR (28 lutego 1940), Litewskiej SRR (26 kwietnia 1941), Mołdawskiej SRR (14 marca 1941), Łotewskiej SRR (20 lutego 1941), Kirgiskiej SRR (14 kwietnia 1940), Tadżyckiej SRR (28 kwietnia 1940), Armeńska SRR (2 marca 1940), Turkmeńska SRR (28 lutego 1940) i Estońska SRR (31 marca 1941).
- Zasłużony Geolog, ustanowiony w RFSRR (21 maja 1970), Ukraińskiej SRR (10 października 1969), Uzbeckiej SRR (23 grudnia 1965), Gruzińskiej SRR (1 kwietnia 1967), Łotewskiej SRR (25 lipca 1968), Tadżyckiej SRR (10 grudnia 1962) i Armeńskiej SRR (10 czerwca 1961).
- Zasłużony Geolog-Eksplorator, ustanowiony w Turkmeńskiej SRR (29 lipca 1964).
- Zasłużony Geolog-Eksplorator, ustanowiony w BSRR (22 lipca 1968) i Kazachskiej SRR (17 grudnia 1960).
- Zasłużony Inżynier Hydraulik, ustanowiony w Kazachskiej SRR (14 października 1970).
- Zasłużony Górnik, ustanowiony w Kazachskiej SRR (3 lutego 1961).
- Zasłużony Działacz Sztuk, ustanowiony w RFSRR (10 sierpnia 1931), Ukraińskiej SRR (13 stycznia 1934), Białoruskiej SRR (4 lipca 1940), Uzbeckiej SRR (28 czerwca 1961), Kazachskiej SRR (2 czerwca 1940), Gruzińskiej SRR (27 maja 1936), Azerbejdżańskiej SRR (25 marca 1928), Litewskiej SRR (26 kwietnia 1941), Mołdawskiej SRR (14 marca 1941), Łotewskiej SRR (20 lutego 1941), Kirgiskiej SRR (10 stycznia 1939), Tadżyckiej SRR (28 marca 1939), Armeńskiej SRR (23 października 1931), Turkmenistanu SRR (28 lutego 1940) i Estońskiej SRR (31 marca 1941).
- Zasłużony Działacz Kultury, ustanowiona w Litewskiej SRR (11 kwietnia 1957), Łotewskiej SRR (4 lipca 1945), Armeńskiej SRR (7 marca 1967), Estońskiej SRR (24 czerwca 1961).
- Zasłużony Działacz Nauki, ustanowiony w RFSRR (10 sierpnia 1931), Ukraińskiej SRR (13 stycznia 1934), BSRR (4 lipca 1940). Uzbecka SRR (29 lutego 1964), Kazachska SRR (2 czerwca 1940), Gruzińska SRR (27 maja 1936), Azerbejdżańska SRR (25 marca 1928), Litewska SRR (26 kwietnia 1941), Mołdawska SRR (14 marca 1941), Łotewska SRR (20 lutego 1941), Kirgiska SRR (17 grudnia 1940), Tadżycka SRR (28 marca 1939), Armeńska SRR (23 października 1931), Turkmeńska SRR (28 lutego 1940), Estońska SRR (31 marca 1941).
- Zasłużony Działacz Nauki i Techniki, ustanowiony w RFSRR (10 sierpnia 1931), BSRR (4 lipca 1940), Uzbeckiej SRR (16 lutego 1940), Gruzińskiej SRR (25 kwietnia 1940), Azerbejdżańskiej SRR (25 marca 1928), Litewskiej SRR (26 kwietnia 1941), Mołdawskiej SRR (14 marca 1941), Łotewskiej SRR (20 lutego 1941), Tadżyckiej SRR (28 marca 1939), Armeńskiej SRR (23 października 1931), Turkmeńskiej SRR (28 lutego 1940).
- Zasłużony Działacz Sportu, ustanowiony w Estońskiej SRR (26 października 1963).
- Zasłużony Działacz Kultury Fizycznej Białoruskiej SRR, ustanowiony w BSRR (24 stycznia 1967).
- Zasłużony Działacz Kultury Fizycznej i Sportu, ustanowiony w Gruzińskiej SRR (21 lipca 1961), Azerbejdżańskiej SRR (26 marca 1962), Litewskiej SRR (7 lutego 1962), Mołdawskiej SRR (19 lipca 1966), Łotewskiej SRR (19 lutego 1965), Armeńskiej SRR (3 grudnia 1965).
- Zasłużony Budowniczy Dróg, ustanowiony w Tadżyckiej SRR (20 lipca 1963).
- Zasłużony Hodowca Bydła, ustanowiony w Uzbeckiej SRR (23 marca 1960) i Azerbejdżańskiej SRR (14 maja 1964).
- Zasłużony Dziennikarz, ustanowiony w Gruzińskiej SRR (4 lipca 1968), Litewskiej SRR (30 grudnia 1966), Armeńskiej SRR (2 maja 1971), Estońskiej SRR (10 września 1966).
- Zasłużony Geodeta, ustanowiony w RFSRR (19 grudnia 1967), Uzbeckiej SRR (16 kwietnia 1952), Kirgiskiej SRR (22 maja 1958), Tadżyckiej SRR (5 listopada 1954), Turkmeńskiej SRR (25 listopada 1948).
- Zasłużony Zootechnik, ustanowiony w RFSRR (16 czerwca 1949), Ukraińskiej SRR (19 maja 1949), Uzbeckiej SRR (18 marca 1971), Kazachskiej SRR (4 sierpnia 1947), Gruzińskiej SRR (5 maja 1949), Azerbejdżańskiej SRR (11 lipca 1949), Litewskiej SRR (13 sierpnia 1949), Mołdawskiej SRR (20 maja 1949), Łotewskiej SRR (16 czerwca 1949), Kirgiskiej SRR (8 grudnia 1947), Tadżyckiej SRR (6 lipca 1949), Armeńskiej SRR (26 maja 1949), Turkmeńskiej SRR (listopad 25, 1948) i Estońska SRR (4 listopada 1949).
- Zasłużony Wynalazca, ustanowiony w RFSRR (20 kwietnia 1961), Ukraińskiej SRR (17 maja 1960), Białoruskiej SRR (9 października 1959), Uzbeckiej SRR (8 grudnia 1959), Kazachskiej SRR (12 stycznia 1960), Gruzińskiej SRR (11 września 1959), Azerbejdżańskiej SRR (9 października 1959), Litewskiej SRR (9 września-września 1960), Mołdawskiej SRR (28 maja 1959), Łotewskiej SRR (16 sierpnia 1960), Kirgiskiej SRR (26 maja 1960), Tadżyckiej SRR (5 września 1960), Armeńskiej SRR (7 marca 1960), Turkmeńskiej SRR (30 czerwca 1960) i Estońskiej SRR (2 września 1960).
- Zasłużony Inżynier, ustanowiony w Uzbeckiej SRR (27 września 1966), Gruzińskiej SRR (6 kwietnia 1960), Azerbejdżańskiej SRR (18 kwietnia 1959), Litewskiej SRR (17 stycznia 1962), Mołdawskiej SRR (19 lipca 1966), Tadżyckiej SRR (12 czerwca 1963), Armeńskiej SRR (8 czerwca 1961), Estońskiej SRR (24 czerwca 1961).
- Zasłużony Irygator, ustanowiony w Uzbeckiej SRR (19 kwietnia 1948), Azerbejdżańskiej SRR (18 kwietnia 1959), Kirgiskiej SRR (3 kwietnia 1951), Tadżyckiej SRR (15 stycznia 1951), Armeńskiej SRR (30 kwietnia 1957), Turkmeńskiej SRR (25 listopada 1948).
- Zasłużona Tkaczka Dywanów, ustanowiony w Turkmeńskiej SRR (21 grudnia 1943).
- Zasłużony Leśniczy, założony w RFSRR (28 grudnia 1960), Ukraińskiej SRR (4 grudnia 1958), BSRR (16 marca 1963), Uzbeckiej SRR (15 września 1970), Kazachskiej SRR (27 lutego 1962), Gruzińskiej SRR (8 czerwca 1961), Azerbejdżańskiej SRR (14 maja 1959), Litewskiej SRR (30 września 1964), Mołdawskiej SRR (26 maja 1960), Łotewskiej SRR (19 lutego 1965), Tadżyckiej SRR (17 września 1966), Armeńskiej SRR (7 stycznia 1961), Turkmeńskiej SRR (6 października 1971) i Estońskiej SRR (29 stycznia 1966).
- Zasłużony Mistrz, ustanowiony w Łotewskiej SRR (26 października 1956).
- Zasłużony Mistrz Hodowli Zwierząt, ustanowiony w Kirgiskiej SRR (30 listopada 1970).
- Zasłużony Mistrz Geodezji, ustanowiony w Kirgiskiej SRR (30 listopada 1970).
- Zasłużony Mistrz Sztuki Ludowej, ustanowiony w Ukraińskiej SRR (3 grudnia 1958).
- Honorowy Mistrz Edukacji Zawodowej i Technicznej, ustanowiony w RFSRR (18 lipca 1956), Gruzińskiej SRR (26 września 1956), Azerbejdżańskiej SRR (19 września 1956), Litewskiej SRR (9 października 1956), Mołdawskiej SRR (31 października 1956), Tadżyckiej SRR (18 grudnia 1956), Armeńskiej SRR (31 października 1956), Turkmeńskiej SRR (21 września 1956), Estońskiej SRR (27 października 1956).
- Zasłużony Konstruktor Maszyn, ustanowiony w Ukraińskiej SRR (10 października 1969).
- Zasłużony Meliorator, ustanowiony w RFSRR (7 lipca 1966), Ukraińskiej SRR (25 sierpnia 1966), Białoruskiej SRR (7 marca 1963), Gruzińskiej SRR (7 czerwca 1961), Litewskiej SRR (23 czerwca 1965) i Łotewskiej SRR (9 sierpnia 1956).
- Zasłużony Metalurg, ustanowiony w Ukraińskiej SRR (6 lutego 1958), Kazachskiej SRR (3 lutego 1961) i Azerbejdżańskiej SRR (18 kwietnia 1959).
- Zasłużony Mechanizator, ustanowiony w Estońskiej SRR (17 sierpnia 1966).
- Zasłużony Mechanizator Rolnictwa, ustanowiony w RFSRR (28 grudnia 1960), Uzbeckiej SRR (27 września 1966), Gruzińskiej SRR (28 listopada 1957), Azerbejdżańskiej SRR (6 czerwca 1957), Mołdawskiej SRR (27 października 1955), Łotewskiej SRR (6 maja 1963), Kirgiskiej SRR (30 listopada 1970), Tadżyckiej SRR (5 listopada 1954), Turkmeńskiej SRR (25 listopada 1948).
- Zasłużony Pracownik Naftowy, ustanowiony w Uzbeckiej SRR (24 czerwca 1964), Kazachskiej SRR (23 marca 1966), Turkmeńskiej SRR (19 lutego 1964).
- Zasłużony Hodowca Owiec, ustanowiony w Azerbejdżańskiej SRR (14 maja 1964).
- Zasłużony Pisarz, ustanowiony w Estońskiej SRR (31 marca 1941). Zasłużony Drukarz, ustanowiony w Azerbejdżańskiej SRR (20 października 1966), Łotewskiej SRR (6 marca 1948), Estońskiej SRR (15 grudnia 1965).
- Zasłużony Wykładowca, ustanowiony w Łotewskiej SRR (29 listopada 1963).
- Zasłużony Farmaceuta, ustanowiony w Gruzińskiej SRR (28 lutego 1961) i Turkmeńskiej SRR (27 marca 1968).
- Zasłużony Pracownik Transportu Samochodowego, ustanowiony w Uzbeckiej SRR (27 września 1966).
- Zasłużony Pracownik Transportu Samochodowego i Dróg, ustanowiony w Turkmeńskiej SRR (23 września 1969).
- Zasłużony Pracownik Usług Konsumenckich, ustanowiony w Gruzińskiej SRR (20 września 1967) i Estońskiej SRR (25 stycznia 1967).
- Zasłużony Pracownik Usług Konsumenckich dla Ludności, ustanowiony w BSRR (6 maja 1970), Łotewskiej SRR (29 maja 1969), Armeńskiej SRR (27 marca 1968).
- Zasłużony Pracownik Szkoły Wyższej, ustanowiony w Ukraińskiej SRR (10 października 1969), BSRR (29 października 1971), Kazachskiej SRR (27 marca 1970).
- Zasłużony Pracownik Przemysłu Gazowniczego, ustanowiony w Uzbeckiej SRR (24 czerwca 1964) i Turkmeńskiej SRR (11 sierpnia 1970).
- Zasłużony Pracownik Geologii, ustanowiony w Litewskiej SRR (26 lutego 1969).
- Zasłużony Pracownik Służby Geologicznej, ustanowiony w Kirgiskiej SRR (30 listopada 1970).
- Zasłużony Pracownik Służby Zdrowia, ustanowiony w BSRR (29 października 1971), Litewskiej SRR (24 czerwca 1964), Łotewskiej SRR (27 kwietnia 1972).
- Zasłużony Pracownik Pracy Kulturalnej i Oświatowej, ustanowiony w Litewskiej SRR (11 lipca 1960).
- Zasłużony Pracownik Kultury, ustanowiony w RFSRR (26 maja 1964), Ukraińskiej SRR (15 października 1965), Białoruskiej SRR (29 października 1971), Uzbeckiej SRR (27 września 1966), Kazachskiej SRR (10 stycznia 1966), Gruzińskiej SRR (13 maja 1967), Azerbejdżańskiej SRR (27 lutego 1967), Mołdawskiej SRR (5 maja 1958), Kirgiskiej SRR (15 maja 1968), Tadżyckiej SRR (9 listopada 1964) i Turkmeńskiej SRR (24 marca 1958).
- Zasłużony Pracownik Przemysłu Lekkiego, ustanowiony w Turkmenistańskiej SRR (7 czerwca 1968).
- Zasłużony Pracownik Przemysłu Petrochemicznego, ustanowiony w Turkmenistańskiej SRR (27 maja 1968).
- Zasłużony Pracownik Przemysłu Spożywczego, ustanowiony w Turkmenistańskiej SRR (16 października 1968).
- Zasłużony Pracownik Przemysłu, ustanowiony w Ukraińskiej SRR (10 października 1969), Białoruskiej SRR (29 października 1971), Kazachskiej SRR (27 marca 1970), Gruzińskiej SRR (16 listopada 1970), Litewskiej SRR (28 października 1964), Łotewskiej SRR (19 lutego 1965), Kirgiskiej SRR (30 listopada 1970), Estońskiej SRR (25 sierpnia 1967).
- Zasłużony Działacz Edukacji Zawodowej, ustanowiony w Ukraińskiej SRR (10 października 1969), Białoruskiej SRR (29 października 1971), Kazachskiej SRR (27 marca 1970), Kirgiskiej SRR (30 listopada 1970).
- Zasłużony Pracownik Łączności, ustanowiony w Łotewskiej SRR (19 lutego 1965).
- Zasłużony Pracownik Rolnictwa, ustanowiony w Ukraińskiej SRR (10 października 1969), Białoruskiej SRR (29 października 1971), Kazachskiej SRR (27 marca 1960), Gruzińskiej SRR (16 listopada 1970), Litewskiej SRR (30 sierpnia 1962) i Łotewskiej SRR (19 lutego 1965).
- Zasłużony Pracownik Usług Konsumenckich, ustanowiony w Ukraińskiej SRR (10 października 1969), Kazachskiej SRR (27 marca 1970), Litewskiej SRR (23 lutego 1966) i Tadżyckiej SRR (26 czerwca 1970).
- Zasłużony Pracownik Handlu, ustanowiony w RFSRR (15 czerwca 1966), Ukraińskiej SRR (21 lipca 1966), Uzbeckiej SRR (27 września 1966), Kazachskiej SRR (27 marca 1970), Gruzińskiej SRR (17 marca 1966), Azerbejdżańskiej SRR (28 czerwca 1966), Litewskiej SRR (15 maja 1965), Mołdawskiej SRR (19 lipca 1966), Tadżyckiej SRR (29 stycznia 1966) i Estońskiej SRR (26 czerwca 1965).
- Zasłużony Pracownik Handlu i Usług Konsumenckich, ustanowiony w Kirgiskiej SRR (30 listopada 1970).
- Zasłużony Pracownik Handlu i Gastronomii Publicznej, ustanowiony w BSRR (7 lutego 1966), Łotewskiej SRR (19 lutego 1965), Armeńskiej SRR (4 maja 1966), Turkmeńskiej SRR (16 listopada 1965).
- Zasłużony Pracownik Transportu, ustanowiony w Ukraińskiej SRR (10 października 1969), BSRR (29 października 1971), Kazachskiej SRR (27 marca 1970), Gruzińskiej SRR (16 listopada 1970), Litewskiej SRR (26 maja 1965), Łotewskiej SRR (19 lutego 1965). Kirgiska SRR (30 listopada 1970), Armeńska SRR (7 października 1970), Estońska SRR (28 września 1966).
- Zasłużony Pracownik Przemysłu Chemicznego, ustanowiony w Turkmeńskiej SRR (27 maja 1968).
- Zasłużony Racjonalizator, ustanowiony w RFSRR (20 kwietnia 1961), Ukraińskiej SRR (17 maja 1960), Białoruskiej SRR (9 października 1959), Uzbeckiej SRR (8 grudnia 1959), Kazachskiej SRR (12 stycznia 1960), Gruzińskiej SRR (11 września 1959), Azerbejdżańskiej SRR (9 października 1959), Litewskiej SRR (9 września 1960), Mołdawskiej SRR (28 maja 1959), Łotewskiej SRR (16 sierpnia 1960), Kirgiskiej SRR (26 maja 1960), Tadżyckiej SRR (5 września 1959), Armeńska SRR (7 marca 1960), Turkmeńska SRR (30 czerwca 1960) i Estońska SRR (2 września 1960).
- Zasłużony Rybak, ustanowiony w Łotewskiej SRR (19 lutego 1965), Turkmeńskiej SRR (22 lipca 1966), Estońskiej SRR (26 czerwca 1965).
- Zasłużony Ogrodnik, ustanowiony w Azerbejdżańskiej SRR (14 maja 1964).
- Zasłużony Łącznościowiec, utworzony w RSFSR (21 kwietnia 1972), Ukraińskiej SRR (10 października 1969), Białoruskiej SRR (15 grudnia 1965), Uzbeckiej SRR (27 września 1966), Kazachskiej SRR (30 czerwca 1965), Gruzińskiej SRR (14 kwietnia 1965), Azerbejdżańska SRR (16 lipca 1965), Litewska SRR (24 maja 1967), Kirgiska SRR (27 sierpnia 1965), Tadżycka SRR (7 kwietnia 1965), Ormiańska SRR (29 czerwca 1967), Turkmeńska SRR (30 kwietnia 1969), Estońska SRR (kwiecień 29, 1967).
- Zasłużony Budowniczy, ustanowiony w RFSRR (6 lipca 1961), Ukraińskiej SRR (4 sierpnia 1958), Białoruskiej SRR (11 lipca 1960), Uzbeckiej SRR (9 sierpnia 1957), Kazachskiej SRR (13 sierpnia 1960), Gruzińskiej SRR (25 kwietnia 1967), Azerbejdżańskiej SRR (18 kwietnia 1959), Litewskiej SRR (10 sierpnia 1960), Mołdawskiej SRR (9 sierpnia 1958), Łotewskiej SRR (13 sierpnia 1960), Kirgiskiej SRR (12 sierpnia 1961), Tadżyckiej SRR (8 października 1958). Armeńska SRR (30 kwietnia 1957), Turkmeńska SRR (21 kwietnia 1961) i Estońska SRR (13 sierpnia 1960).
- Zasłużony Trener Łotewskiej SRR, ustanowiony w Łotewskiej SRR (16 marca 1961).
- Zasłużony Nauczyciel, ustanowiony w Ukraińskiej SRR (10 października 1969), Białoruskiej SRR (13 czerwca 1966), Uzbeckiej SRR (16 lutego 1940), Kazachskiej SRR (27 marca 1970), Gruzińskiej SRR (13 czerwca 1967), Azerbejdżańskiej SRR (18 kwietnia 1959), Litewskiej SRR (26 kwietnia 1941), Łotewskiej SRR (20 lutego 1941), Kirgiskiej SRR (30 listopada 1970), Armeńskiej SRR (12 czerwca 1958) i Estońskiej SRR (24 czerwca 1961).
- Zasłużony Nauczyciel Edukacji Zawodowej, ustanowiony w RFSRR (18 lipca 1956), Gruzińskiej SRR (26 września 1956), Litewskiej SRR (9 października 1956), Mołdawskiej SRR (31 października 1956), Armeńskiej SRR (31 października 1956), Turkmeńskiej SRR (21 września 1956), Estońskiej SRR (27 października 1956).
- Zasłużony Nauczyciel Szkolny, ustanowiony w RFSRR (11 stycznia 1940), Mołdawskiej SRR (14 marca 1941), Tadżyckiej SRR (28 kwietnia 1940), Turkmeńskiej SRR (28 lutego 1940).
- Zasłużony Farmaceuta, ustanowiony w Uzbeckiej SRR (27 września 1968), Kazachskiej SRR (12 maja 1965), Tadżyckiej SRR (13 października 1965).
- Zasłużony Chemik, ustanowiony w Kazachskiej SRR (18 września 1964).
- Zasłużony Plantator Bawełny, ustanowiony w Uzbeckiej SRR (24 grudnia 1963).
- Zasłużony Artysta, ustanowiony w RFSRR (10 września 1960), Ukraińskiej SRR (21 marca 1972), Gruzińskiej SRR (24 kwietnia 1951), Azerbejdżańskiej SRR (15 kwietnia 1964), Armeńskiej SRR (7 stycznia 1961), Estońskiej SRR (24 czerwca 1961).
- Zasłużony Górnik, ustanowiony w RFSRR (1 marca 1966), Ukraińskiej SRR (6 lutego 1958), Kirgiskiej SRR (30 listopada 1970), Estońskiej SRR (4 czerwca 1965).
- Zasłużony Ekonomista, ustanowiony w Białoruskiej SRR (6 listopada 1970), Uzbeckiej SRR (20 marca 1967), Kazachskiej SRR (24 listopada 1965), Gruzińskiej SRR (23 sierpnia 1961), Azerbejdżańskiej SRR (9 czerwca 1964), Litewskiej SRR (28 października 1964), Mołdawskiej SRR (19 lipca 1966), Łotewskiej SRR (28 lipca 1966), Kirgiskiej SRR (22 sierpnia 1966), Tadżyckiej SRR (29 września 1966), Armeńskiej SRR (27 czerwca 1964), Turkmeńskiej SRR (14 lutego 1967), Estońskiej SRR (28 października 1967).
- Zasłużony Energetyk, ustanowiony w RSFSR (11 grudnia 1970), Ukraińskiej SRR (16 grudnia 1960), BSRR (24 grudnia 1970), Uzbeckiej SRR (21 grudnia 1970), Kazachskiej SRR (22 grudnia 1966), Kirgiskiej SRR (30 listopada 1966), Tadżyckiej SRR (30 grudnia 1966), Ormiańskiej SRR (29 lutego 1968), Turkmeńskiej SRR (5 stycznia 1970) i Estońskiej SRR (28 października 1967).
- Zasłużony Prawnik, ustanowiony w RFSRR (20 czerwca 1966), Ukraińskiej SRR (18 stycznia 1966), Białoruskiej SRR (31 stycznia 1966), Uzbeckiej SRR (28 stycznia 1966), Kazachskiej SRR (15 grudnia 1966), Gruzińskiej SRR (28 czerwca 1963), Azerbejdżańskiej SRR (28 stycznia 1966), Litewskiej SRR (26 maja 1965), Mołdawskiej SRR (19 lipca 1966), Łotewskiej SRR (26 lutego 1966), Kirgiskiej SRR (24 marca 1966), Tadżyckiej SRR (29 stycznia 1966), Armeńska SRR (15 maja 1965), Turkmeńska SRR (16 marca 1966) i Estońska SRR (28 kwietnia 1966).
- Mistrz Uprawy Melonów, ustanowiony w Turkmeńskiej SRR (3 kwietnia 1967).
- Mistrz Uprawy Winorośli, ustanowiony w Azerbejdżańskiej SRR (14 maja 1964).
- Mistrz Hodowli Zwierząt, ustanowiony w Tadżyckiej SRR (24 czerwca 1961).
- Mistrz Uprawy Kukurydzy, ustanowiony w Azerbejdżańskiej SRR (14 maja 1964).
- Mistrz Maszynowego Zbioru Bawełny ustanowiony w Azerbejdżańskiej SRR (26 listopada 1960).
- Mistrz Nafty, ustanowiony w Azerbejdżańskiej SRR (19 sierpnia 1940).
- Mistrz Uprawy Warzyw, ustanowiony w Azerbejdżańskiej SRR (14 maja 1964).
- Mistrz Ogrodnictwa Warzywnego, ustanowiony w Turkmenistańskiej SRR (3 kwietnia 1967).
- Mistrz Nawadniania, ustanowiony w Azerbejdżańskiej SRR (3 lutego 1960).
- Mistrz Zdobnictwa Użytkowego, ustanowiony w Azerbejdżańskiej SRR (7 maja 1960).
- Mistrz Sadownictwa, ustanowiony w Tadżyckiej SRR (17 lutego 1959).
- Mistrz Tytoniu, ustanowiony w Azerbejdżańskiej SRR (3 lutego 1960).
- Mistrz Bawełny, ustanowiony w Azerbejdżańskiej SRR (23 maja 1940), Tadżyckiej SRR (25 stycznia 1947), Turkmeńskiej SRR (21 lutego 1964).
- Mistrz Herbaty ustanowiony w Azerbejdżańskiej SRR (3 lutego 1960).
- Ludowy Akyn, ustanowiony w Kazachstańskiej SRR (29 czerwca 1948).
- Ludowy Artysta, ustanowiony w RFSRR (10 sierpnia 1931), Ukraińskiej SRR (13 stycznia 1934), Białoruskiej SRR (4 lipca 1940), Uzbeckiej SRR (16 lutego 1940), Kazachskiej SRR (2 czerwca 1940), Gruzińskiej SRR (27 maja 1936), Azerbejdżańskiej SRR (28 lipca 1928), Litewskiej SRR (26 kwietnia 1941), Mołdawskiej SRR (14 marca 1941), Łotewskiej SRR (20 lutego 1941), Kirgiskiej SRR (10 stycznia 1939), Tadżyckiej SRR (28 marca 1939), Armeńska SRR (23 października 1931), Turkmeńska SRR (28 lutego 1940) i Estońska SRR (31 marca 1941).
- Ludowy Śpiewak (Gafiz), ustanowiony w Tadżyckiej SRR (5 lutego 1947).
- Ludowy Pisarz, ustanowiony w Białoruskiej SRR (27 marca 1956), Uzbeckiej SRR (3 maja 1963), Azerbejdżańskiej SRR (26 marca 1960), Litewskiej SRR (6 kwietnia 1957), Łotewskiej SRR (4 lipca 1945), Kirgiskiej SRR (20 czerwca 1968), Turkmeńskiej SRR (18 kwietnia 1966), Estońskiej SRR (31 marca 1941).
- Ludowy Poeta, ustanowiony w Białoruskiej SRR (27 marca 1956), Uzbeckiej SRR (3 maja 1963), Gruzińskiej SRR (10 października 1959), Azerbejdżańskiej SRR (23 stycznia 1956), Litewskiej SRR (18 marca 1954), Łotewskiej SRR (4 lipca 1945), Kirgiskiej SRR (19 października 1945), Tadżyckiej SRR (25 listopada 1961).
- Ludowy Twórca, ustanowiony w RFSRR (16 lipca 1943), Ukraińskiej SRR (13 stycznia 1934), Białoruskiej SRR (7 stycznia 1944), Uzbeckiej SRR (15 stycznia 1944), Kazachskiej SRR (23 lipca 1943), Gruzińskiej SRR (28 lipca 1943), Azerbejdżańskiej SRR (2 sierpnia 1944), Litewskiej SRR (18 marca 1954), Mołdawskiej SRR (25 czerwca 1955), Łotewskiej SRR (4 lipca 1945), Kirgiskiej SRR (12 kwietnia 1944), Tadżyckiej SRR (7 marca 1958), Armeńskiej SRR (18 sierpnia 1945), Turkmeńska SRR (20 sierpnia 1943), Estońska SRR (24 czerwca 1961)[2].